# Your Shape: Fitness Evolved 2013
Your Shape: Fitness Evolved 2013 est un jeu vidéo de sport développé par Ubisoft Blue Byte et édité par Ubisoft, sorti en 2012 sur Wii U.

## Accueil
- Jeuxvideo.com : 13/20[1]